# Jamesonia robusta
Jamesonia robusta là một loài thực vật có mạch trong họ Adiantaceae. Loài này được H. Karst. miêu tả khoa học đầu tiên năm 1862.